# Paraguays historia
Den här artikeln behandlar Paraguays historia.

## Förhistoria
De första invånarna i vad som idag är Paraguay antas ha kommit invandrande i flera vågor från Amazonasbäckenet. Detta kan ha hänt mellan 2000 f.Kr och 1500 f.Kr.
Med tiden utkristalliserades stammar med egna kulturer. Viktigast var guaraníindianerna.

## Spansk erövring och kolonisation
Spanska conquistadorer kom första gången till Paraguay 1524. Det var Alejo García på jakt efter de mytiska Silverbergen (Sierras de la Plata). Fyra år senare seglade Sebastiano Caboto upp för Paraguayfloden. 1536 skickade Buenos Aires förste grundare, Pedro de Mendoza, ut en expedition under ledning av Juan de Ayolas för att staka ut en väg till Peru. Under denna expedition grundade Juan de Salazar Asunción 15 augusti 1537. Efter att Buenos Aires förstörts blev Asunción en tid den viktigaste staden i den södra delen av det spanska väldet i Sydamerika.
När väl spanjorerna fått kontroll över rikare delar av den sydamerikanska kontinenten sågs Paraguay som en avlägsen och mindre lönsam koloni, med mate som viktigaste exportprodukt. En stor del av befolkningen i det koloniala Paraguay var mestiser och det lokala guaraníspråket behöll en stark ställning vid sidan av spanskan. Jesuitorden inledde 1609 sin missionsverksamhet bland guaraníindianerna. Med tiden utvecklades ett stort nätverk av bygemenskaper, Missiones, som omfattade tiotusentals indianer under jesuiternas ledning. Dessa missiones plågades av attacker från brasilianska slavhandlare, bandeirantes, som sökte röva arbetskraft till plantager i Brasilien. Detta ledde till att ett visst självförsvar utvecklades, men även till interna spänningar i Paraguay. Dessa tog sig utlopp i ett omfattande uppror mot det spanska styret och jesuiterna 1721 till 1735. Jesuiterna utvisades från Amerika 1767, varpå missionsverksamheten upphörde.

## Självständighet

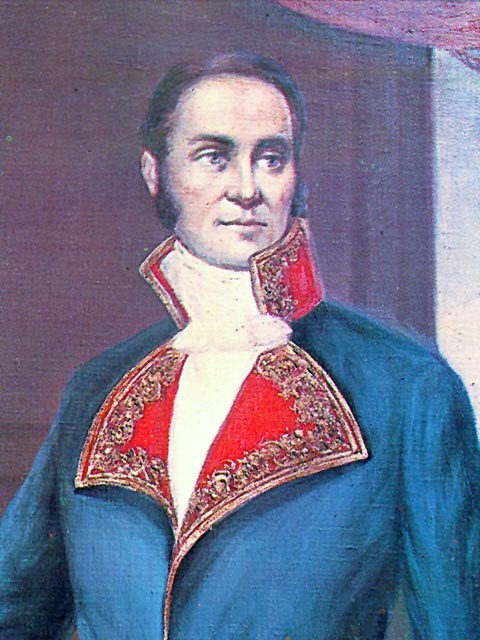
Fulgencio Yegros

I samband med att Napoleon I erövrade Spanien och satte sin bror som kung tog en junta 24 juni 1810 makten i den avsatte kungens, Ferdinand VIIs, namn. Inledningsvis var stödet för den spanska monarkin starkt i Paraguay, men opinionen vände snabbt och allt starkare röster höjdes för ett självständigt Paraguay. Juntan, som styrt sedan 1810, bytte namn till revolutionsjuntan och efter strider med kungatrogna trupper från Buenos Aires kunde området säkras och Paraguay utropades som självständig republik 14 maj 1811. Ledande i frihetskampen var Fulgencio Yegros som valdes av den styrande revolutionsjuntan till det självständiga Paraguays förste ledare med titeln "Konsul".

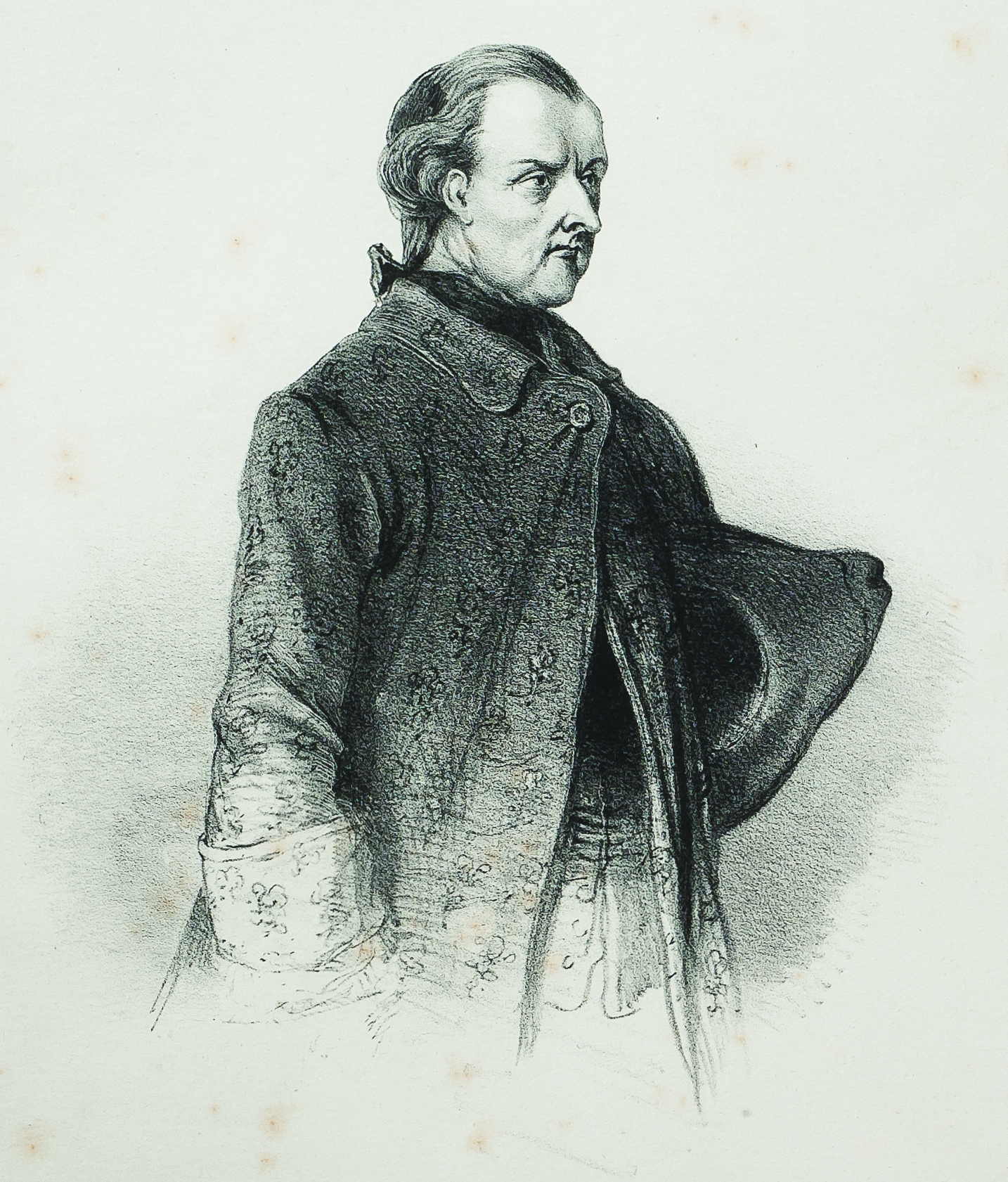
José Gaspar Rodríguez de Francia

1814 tog José Gaspar Rodríguez de Francia makten  och utropade sig till diktator. de Francia var inspirerad av Rousseau och Robespierre och ville skapa ett samhälle i dessas anda fritt från både kyrkligt inflytande och samhällsklasser präglat av total jämlikhet. de Francias regim isolerade landet från omvärlden för att bygga sin sociala utopi och tonvikten lades på boskapsskötsel och jordbruk med målet att göra landet helt självförsörjande.  En jordreform genomfördes som tog ifrån storgodsägarna en del mark. Även katolska kyrkans inflytande reducerades avsevärt. 1817 utropade sig de Francia till diktator på livstid och gav sig själv titeln "El Supremo" (den högste). de Francia styrde nu helt enväldigt men hans regim var inte helt utan motstånd, 1820 utbröt ett uppror lett av den före detta frihetshjälten Fulgencio Yegros som de Francia själv hade avsatt 1814. Upproret slogs dock ner och Yegros fängslades och avrättades. Efter detta blev de Francia successivt mer och mer paranoid och med åren blev hans styre allt mer konservativt och despotiskt. Under de sista åren i livet försämrades de Francias mentala hälsa vilket gjorde honom allt mer oförmögen att styra landet.
de Francia avled 1840 och en övergångsjunta tog makten fram tills att en efterträdare kunde väljas. Under övergångsjuntans tid vid makten inrättades Paraguays lagstiftande församling, kongressen. Det är även nu som landet får sin nuvarande flagga, som antogs av kongressen den 25 november 1842. 
1844 valdes de Francias brorson Carlos Antonio López av kongressen till president med diktatorisk makt för en mandatperiod på 10 år, López blev därmed det första paraguayanske statsöverhuvudet som använde sig av titeln "president". Till skillnad från den ideologiskt drivne de Francia var López betydligt mer pragmatiskt lagd och var inte intresserad av att föra vidare det sociala experiment som varit hans farbrors vision. Istället inledde López en omfattande modernisering av Paraguay efter europeisk förebild samtidigt som han gradvis började bryta landets isolering mot omvärlden. En av de många reformer som López genomförde var en stor 
modernisering och upprustning av den Paraguayanska armén, vilket resulterade i att landet mot slutet av 1850-talet hade en stående armé på 100 000 man, den största armén i Sydamerika vid tidpunkten. Detta ökade Paraguays inflytande på kontinenten markant. López ökade även rättigheterna för landets indianbefolkning genom att bevilja dem medborgarskap samt öppnade Paraguay för frihandel och upprättade handelsavtal med flera länder, landet uppnådde under López även självförsörjning på livsmedel och fick sin första järnväg. Precis som sin företrädare de Francia styrde López dock enväldigt och despotiskt, 1854 valdes han om av kongressen för ytterligare tre år och 1857 för ytterligare 10 år. López avled 1862 och efterträddes av sin son Francisco Solano López, därmed var Sydamerikas första politiska dynasti ett faktum. Som president ville Solano López bryta den tradition av isoleringspolitik mot omvärlden som präglat Paraguays politik före hono. Han planerade att utnyttja den starka militärapparat som hans far byggt upp för att påverka det politiska livet i Sydamerika och började föra en mycket aggressiv utrikespolitik. Kort efter att han tillträtt som president lät Solano López  öka arméns resurser ytterligare och bildade en allians med det styrande konservativa Blancopartiet i Uruguay, ett beslut som senare skulle stå både Solano López personligen såväl som hela Paraguay mycket dyrt.

## Trippelallianskriget
Den 23 december 1864 anföll Paraguay grannlandet Brasilien. Orsaken var att Brasilien ingripit i Uruguays politiska liv genom att stödja ett uppror mot den sittande regeringen som var allierad med president Francisco Solano López. Detta resulterade i att Brasilien, Argentina och Uruguay allierade sig mot Paraguay i den s.k. Trippelallinsen, som bildades 1865. Efter ett fem år långt blodigt krig intog trippelalliansens trupper Asunción i januari 1869. President Solano López lyckades dock fly och fortsatte att strida mot alliansen i ytterligare över ett år tills hans stupade i strid med brasilianska trupper den 1 mars 1870. Kriget blev en katastrof för Paraguay, som förlorade uppskattningsvis genom kriget hälften av sin kvinnliga och 90 procent av sin manliga befolkning, samt nära hälften av sitt territorium. Paraguay var nära att helt utplånas som självständig nation då Brasilien erbjöds av de övriga allierade att annektera det som återstod av landet, Brasilien avböjde dock då man föredrog att behålla landet som en buffertstat mot Argentina. Landet förblev under brasiliansk ockupation till 1874.

## Ett stympat land
Efter det förödande  Trippelallianskriget hade Paraguay förlorat sitt militära och politiska inflytande och kom under de kommande 80 åren att präglas av politiska oroligheter, stagnation och korruption. På grund av sitt geografiskt isolerade läge hade landet svårt att få in utländskt kapital och förblev ett av Sydamerikas fattigaste och mest isolerade länder. Många paraguayaner emigrerade till grannländerna i hopp om en bättre framtid, de flesta till Argentina. Under första halvan av 1900-talet fortsatte de politiska oroligheterna i landet, under perioden 1904-54 satt 31 presidenter vid makten varav flesta tog makten i och störtades i olika stats- eller militärkupper. Fred upprätthölls dock med grannländerna med undantag för Chacokriget mot Bolivia 1932-1935. Kriget uppkom efter att olja hade hittats (tillgångarna visade sig senare dock vara små) i Gran Chaco, en provins som både Bolivia och Paraguay gjorde anspråk på. Paraguay segrade men till priset av ca 40 000 döda. 
1939 valdes den populäre generalen José Félix Estigarribia till ny president, efter ett drygt halvår vid makten lät han upplösa kongressen och upphäva landets konstitution. Han förklarade sitt agerande med att dessa åtgärder var nödvändiga för att få bukt med landets stora politiska problem. En ny konstitution, som till stora delar dikterats av Estigarribia personligen, antogs några månader senare. Denna stärkte presidentens makt avsevärt på framför allt kongressens bekostnad, Estigarribias konstitution förblev gällande fram till 1967. Den 7 september 1940, bara en kort tid efter att den nya konstitutionen antogs, omkom Estigarribia i en flygolycka. Han efterträddes av krigsministern tillika överbefälhavaren för armén, general Higinio Moríñigo, denne var endast tänkt att fungera som en interimspresident i väntan på att nyval kunde hållas, men Moríñigo utnyttjade presidentens utökade maktbefogenheter som den nya konstitutionen gav honom till att skjuta fram det planerade nyvalet till 1943 då han formellt kunde väljas till president i ett val där han var den ende kandidaten. Moríñigo styrde enväldigt med hjälp av militären och det konservativa Coloradopartiet, som i praktiken blev det enda tillåtna. Under åren som följde ökade dock missnöjet mot Moríñigos styre och 1946 tvingades han återigen tillåta andra politiska partier. I ett försök att ena nationen bildade Moríñigo en koalitionsregering tillsammans med liberaler och socialdemokrater, koalitionsregeringen kollapsade dock bara efter några veckor. I mars 1947 hade missnöjet mot Moríñigos regering vuxit sig så starkt att liberaler, socialister och kommunister tillsammans med större delen av officerskåren reste sig mot regeringen i ett väpnat uppror, kallat det paraguayanska inbördeskriget, trots att regeringen hade stora delar av landet mot sig lyckades Moríñigo slå ner upproret i augusti 1947, mycket tack vare en 35-årig artilleriofficer vid namn Alfredo Stroessner som förblivit på regeringens sida och vars styrkor avvärjde rebellernas offensiv mot Asunción. Inbördeskriget försvagade dock Moríñigos maktställning avsevärt och han tvingades avgå 1948.

## Stroessners diktatur
Genom en statskupp 1954 grep general Alfredo Stroessner makten. Han stödde sig från början på militären och Coloradopartiet. Stroessner slog hårt mot sina motståndare, verkliga och inbillade. Tortyr av politiska motståndare var mycket vanligt. Han omvaldes var femte år till president. Under Stroessners tid genomfördes viktiga infrastrukturprojekt: Vägarna förbättrades, på gränsen till Brasilien byggdes Puerto Presidente Stroessner, nuvarande Ciudad del Este som förbands med en bro, Puente de Amistad (Vänskapsbron), över Paranáfloden med Foz de Iguazú  i Brasilien. Det största projektet genomfördes några kilometer norr om Puente de Amistad. Världens då största dammbygge, Itaipu, vattenkraftstationen som ägs till hälften av Paraguay och Brasilien. När dammen stod färdig 1984 blev Paraguay helt självförsörjande på el och en stor exportör. Dock hade Paraguay lånat stora belopp av Brasilien, som därigenom än idag får köpa paraguayansk el från Itaipu till förmånliga villkor. Under byggnationen hade en ekonomisk boom rått i Paraguay. Stroessnerepoken kom också att präglas av en framväxande politisk och ekonomisk korruption som landet lider av än idag. Exempelvis delades stora lantegendomar ut till politiska allierade vilket är en av anledningarna till att landet idag har en av regionens mest ojämlika jordfördelning. Stroessners regim blev också ökänd för att ge flera störtade diktatorer och gamla nazister en fristad i Paraguay varav de mest kända var Auschwitz-läkaren Josef Mengele och Nicaraguas störtade diktator Anastasio Somoza Debayle.
Utrikespolitiskt var Stroessner en stark antikommunist och försäkrade sig därigenom om USA:s stöd. Under 70-talet kom Paraguay bli centrum för den sk. Operation Condor, ett regionalt militärt samarbete för att förfölja politiskt oliktänkande. Från slutet av 1970-talet framstod Stroessners diktatur mer som en belastning för USA.

## Demokratisering
År 1989 störtades Stroessner genom en militärkupp ledd av general Andrés Rodríguez. Demokrati infördes men Coloradopartiet, Stroessners gamla parti, lyckades hålla sig kvar vid makten. År 2008 vann en koalition av småpartier valet lett av den före detta biskopen Fernando Lugo, Coloradopartiet tvingades efter 64 år lämna ifrån sig makten. På grund av att Coloradopartiet och dess stödparti UNACE fortfarande har majoritet i kongressen hade landets nya regering stora svårigheter att styra landet, en kupp iscensattes 22 juni 2012 där den av folkligt populära Fernando Lugo avsattes. Det konservativa Coloradopartiet återkom till makten i Paraguay 2013, efter ett femårigt avbrott. Partiet har annars styrt landet sedan 1940-talet. Det präglas dock av inre stridigheter. Mario Abdo Benítez som blev president 2018 företräder en annan falang än företrädaren Horacio Cartes.